# جوليا جويس
جوليا جويس (بالإنجليزية: Julia Joyce)‏ هي ممثلة بريطانية، ولدت في 14 يونيو 1998 في Charlbury ‏ في المملكة المتحدة.

## وصلات خارجية
- جوليا جويس على موقع IMDb (الإنجليزية)
- جوليا جويس على موقع ألو سيني (الفرنسية)
- جوليا جويس على موقع أول موفي (الإنجليزية)
- جوليا جويس على موقع قاعدة بيانات الفيلم (الإنجليزية)
- جوليا جويس على موقع كينوبويسك (الروسية)